# Raúl Madero (voetballer)
Raúl Madero (Buenos Aires, 21 mei 1939 – 24 december 2021) was een Argentijns voetballer.
Als kind was Madero aangetrokken tot basketbal, maar koos dan voor voetbal nadat was gebleken dat hij hier talent voor had. Hij begon bij Boca Juniors en stapte daarna over naar Huracán, maar brak pas echt door bij Estudiantes de La Plata waarmee hij ook internationale faam vergaarde.
Na zijn spelerscarrière volgde hij een medische opleiding samen met Carlos Bilardo. Hoewel Bilardo coach werd koos Madero ervoor om in de medische sector te blijven en werd verzorger bij Argentinos Juniors. Toen Diego Maradona in 1981 de overstap maakte van de Juniors naar Boca ging hij met hem mee. Bilardo vroeg in 1983 aan Madero om voor het nationale elftal te werken en daar bleef hij tot 1990. Van 2007 tot 2009 werkte hij opnieuw als verzorger voor het nationale team.
Na een lang ziekbed overleed Madero op 82-jarige leeftijd.
- Library of Congress Control Number: n91035866
- Virtual International Authority File: 4107016
- WorldCat: E39PCjwrPVyCCJrfDHMRr886Kd